# 安部正義
安部 正義（あべ せいぎ、1891年5月18日 - 1974年6月4日）は、日本の作曲家、教会音楽家である。

## 略歴
宮城県仙台市に生まれる、東北学院中学部卒業後に渡米し、ニューイングランド音楽院で、声楽、ピアノ、作曲を学び、1927年(昭和2年)に帰国する。
ニューイングランド音楽院（1926年卒業）ではピアノ及び作曲学をStuart C. Mason, F.S. Converse, George W. Chadwickに師事、三年連続で同学院作曲科エンドカット賞コンクール入選　優等賞を受賞した。 
米国滞在中の主要作品として、小オーケストラ組曲「小川のほとりに」、「橋の上にて」 (1924)、オーケストラのための序曲「あけぼの」 (1925)、交響詩「ボストン生活の思い出」 (1926)などが挙げられる。 
東北学院、明治学院で教える。
第二次世界大戦後は、基督教音楽学校の教務主任として教会音楽の向上に尽力する。『讃美歌』『青年賛美歌』の編集委員を務める。また、由木康の『まぶねのなかに』に曲を付ける。帰国後に発表された安部正義の代表的作品である『オラトリオ《ヨブ》』は、日本人作曲家による最初のオラトリオ作品であり、旧約聖書のヨブ記に基づいたこの作品の作曲は、1930年に安部正義が構想を決意してから1945年に明治学院を退職するまで継続的に行われた。この作品について、安部正義自身は、1965年12月25日に出版された楽譜初版本のはしがきにおいて、次のように書いている。 
『1930年に逆のぼりオラトリオ“ヨブ”を作曲しようと決意しました。動機，自分は幼少期より物質精神的方面に於て深刻な苦難の経験をなめて来ました。当時ヨブ記を繰り返し熟読するにつれ，ヨブの苦しみと比較するなら自分のそれ等は物の数にもならない。せめて彼の信仰の万分の一でも得られたら今後も経験するかも知れぬ苦難とも勇敢に闘い抜け希望の光は全身に満ち溢れる様な感激に打たれました。ヨブの信仰の万分の一でも持てる様にと祈り願う事切実でありました。如何に長年月を費やしてもヨブの信仰を音楽に表現し度いと決意しました。聖句の邦文と英語は同時に脚色しました。作曲スケッチは、各訪問に於ける修養会，教会音楽研究会，或は野に山に森に，時には夢に於てもスケッチは絶間なくつ続けられた。形式にはとらわれず自由に又誰にも解り易く，聞いて直観出来る曲にし度い為に古いモードや超現代的音階などは用いず一般の教会人に受け入れて頂ける曲を書く事に努めました。勿論人々の嗜好は一様ではないので，この作品はありきたりのもの，新味に乏しい平凡作と評される事もありましょうし，又異なった批判も多々あるでしょう。それはそれで止むを得ないですが自分としてはヨブの信仰のあの強さ深さを音楽を通して表現して見度い熱意を以て全身全霊之努めたに過ぎません。』
元駐日米国大使エドウィン・ライシャワー氏は、安部正義作曲オラトリオ《ヨブ》楽譜初版（1965年）において、『the appearance of Seigi Abe’s oratorio “ Job ” is a testimonial to the remarkable development taking place in this field today (Edwin O. Reischauer)』と讃辞を寄せた。
これまでに行われたオラトリオ《ヨブ》の主な演奏会プログラムは、以下のとおりである。 
①オラトリオ『ヨブ』初演プログラム （1967 年5 月21 日、明治学院チャペル、主催：明治学院大学グリークラブ）
【内容】ごあいさつ（安部正義）／ヨブ記オラトリオへの期（明治学院長：武藤富男）／ごあいさつ（池宮英才）／楽曲解説／メッセージ（前米国大使：エドウィン・ライシャワー、ニューイングランド音楽院教授・音楽博士：マーガレットC．メーソン、ＩＣＵ教授：ウィリアムL．ムーア博士、音楽評論家：村田武雄）／出演者紹介（池宮英才、園部順夫、北野寛子、吉場万利子、藤田みどり、唐津東流、佐伯雅巳、芳野靖夫、安部正義、明治学院大学グリークラブ）
②明治学院大学グリークラブ第19 回定期演奏会プログラム （1967 年6 月24 日、文京公会堂、主催：明治学院大学グリークラブ）
【内容】御挨拶（明治学院大学楽長：若林龍夫、グリークラブ部長教授：斉藤茂夫、せせらぎ会（OB・OG 会）会長：松前孝広、グリークラブ主将：中村温）／紹介（指揮：池宮英才、園部順夫、三浦喜晴、高井潔、オルガン伴奏：園部順夫、ピアノ伴奏：山田明美）／プログラム（I オラトリオ“JOB” 抜粋*、II 同声合唱、III 日本民謡集、IV せせらぎ会（OB・OG）合唱団、V Elijah抜粋）
③オラトリオ『ヨブ』（管弦楽版初演） 演奏会（1969 年5 月25 日、東京文化会館、主催：日本基督教文化協会、後援：朝日新聞厚生文化事業団、NHK 厚生文化事業団、キリスト新聞）
【内容】オラトリオ「ヨブ」の演奏にあたり（日本基督教文化協会理事長：武藤健、ハーバード大学教授：エドウィン・ライシャワー、ニューイングランド音楽院教授：マーガレットC．メーソン、指揮者：池宮英才、作曲者：安部正義）／プロフィール（作曲者：安部正義、指揮：池宮英才）／出演者（天使・ソプラノ：中沢桂、神・テナー：藤沼昭彦、サタン・バス：平野忠彦、ヨブ・バリトン：田島好一、ヨブの妻・アルト：木村宏子、シュヒテ人・メゾソプラノ：川村悦子、オーケストラ：東京管弦楽協会、オルガン：吉田実、合唱：東京混声合唱団・東京女子大学クワイヤ・オラトリオ合唱団・二期会指揮合唱団、指揮：池宮英才）
④明治学院大学グリークラブ第21 回定期演奏会　オラトリオ『ヨブ』演奏会プログラム（1969年6 月14 日、明治学院チャペル、主催：明治学院大学グリークラブ）
【内容】オラトリオ「ヨブ」再演にあたって（グリークラブ主将：小原邦雄）／出演者（合唱：明治学院大学グリークラブ、ソプラノ：大月早苗、メゾソプラノ：川村悦子、アルト：北村幸子、テノール：唐津東流、バリトン：佐伯雅巳、バス：持田篤、パイプオルガン：園部順夫、指揮：池宮英才）／ごあいさつ（安部正義）／ヨブ記解説（グリークラブ部長教授： 秋元徹）
⑤明治学院大学グリークラブ第27 回定期演奏会　オラトリオ『ヨブ』演奏会プログラム（1975年6 月28 日、明治学院チャペル、主催：明治学院大学グリークラブ）
【内容】グリークラブ挨拶（グリークラブ主将：井窪良誠）／ごあいさつ（秋元徹）／出演者（合唱：明治学院大学グリークラブ、ソプラノ・天使：寿円眞知子、メゾソプラノ・シュヒ人：三上和子、アルト・ヨブの妻：塚本邦江、テノール・神：唐津東流、バリトン・ヨブ：芳野靖夫、バス・サタン：森野信生、オルガン：園部順夫、指揮：池宮英才）／故・安部正義先生について／曲目解説（1967 年の再掲）／グリークラブ紹介／グリークラブだより／出演者紹介（池宮英才、寿円眞知子、三上和子、塚本邦江、唐津東流、芳野靖夫、森野信生、園部順夫）楽曲解説（1967 年の再掲）
長年の、教会音楽の功績が認められ1967年、中田羽後らと共にキリスト教功労者を受賞する。